# Suseni (Harghita)
Suseni (in ungherese Gyergyóújfalu) è un comune della Romania di 5 116 abitanti, ubicato nel distretto di Harghita, nella regione storica della Transilvania.
Il comune è formato dall'unione di 5 villaggi: Chileni, Liban, Senetea, Suseni, Valea Strâmbă.
La maggioranza della popolazione (circa il 97%) è di etnia Székely.